# Dampierre-en-Yvelines
Dampierre-en-Yvelines est une commune française située dans le département des Yvelines, en région Île-de-France.

## Géographie

### Situation
Dampierre-en-Yvelines est un village d'Île-de-France situé à une quarantaine de kilomètres de Paris, dans la Vallée de Chevreuse, entre Versailles et Rambouillet. C'est une commune du parc naturel régional de la Haute Vallée de Chevreuse.

### Communes limitrophes
| Lévis-Saint-Nom | Mesnil-Saint-Denis    | Saint-Forget |
| Essarts-le-Roi  | Dampierre-en-Yvelines |              |
|                 | Senlisse              | Choisel      |

### Transports et voies de communications

#### Réseau routier
L'axe de circulation principal qui traverse la commune est la route départementale 91 qui mène au nord à Saint-Quentin-en-Yvelines et Versailles et au sud à Cernay-la-Ville. La route qui vient de Chevreuse, à l'est, est la route départementale 58 qui poursuit son tracé vers le nord-est, vers Lévis-Saint-Nom et au-delà Élancourt.

#### Desserte ferroviaire
Les gares SNCF les plus proches sont la gare de La Verrière (ligne N du Transilien) et la gare de Saint-Rémy-lès-Chevreuse (ligne B du RER d'Île-de-France).

#### Bus
La commune est desservie[Quand ?] par les lignes 39.003, 39.103, 39.27 et 39.35A du réseau de bus Centre et Sud Yvelines[réf. nécessaire].

### Climat
Pour des articles plus généraux, voir Climat de l'Île-de-France et Climat des Yvelines.
En 2010, le climat de la commune est de type climat océanique dégradé des plaines du Centre et du Nord, selon une étude du CNRS s'appuyant sur une série de données couvrant la période 1971-2000. En 2020, Météo-France publie une typologie des climats de la France métropolitaine dans laquelle la commune est exposée à un climat océanique altéré et est dans la région climatique Sud-ouest du bassin Parisien, caractérisée par une faible pluviométrie, notamment au printemps (120 à 150 mm) et un hiver froid (3,5 °C).
Pour la période 1971-2000, la température annuelle moyenne est de 10,9 °C, avec une amplitude thermique annuelle de 14,9 °C. Le cumul annuel moyen de précipitations est de 656 mm, avec 11,1 jours de précipitations en janvier et 7,9 jours en juillet. Pour la période 1991-2020, la température moyenne annuelle observée sur la station météorologique la plus proche, située sur la commune de Choisel à 3 km à vol d'oiseau, est de 11,1 °C et le cumul annuel moyen de précipitations est de 709,1 mm,. Pour l'avenir, les paramètres climatiques de la commune estimés pour 2050 selon différents scénarios d'émission de gaz à effet de serre sont consultables sur un site dédié publié par Météo-France en novembre 2022.
| Mois                                  | jan.             | fév.             | mars           | avril         | mai           | juin           | jui.           | août          | sep.         | oct.          | nov.            | déc.             | année      |
| ------------------------------------- | ---------------- | ---------------- | -------------- | ------------- | ------------- | -------------- | -------------- | ------------- | ------------ | ------------- | --------------- | ---------------- | ---------- |
| Température minimale moyenne (°C)     | 1,3              | 1                | 3,1            | 5             | 8,4           | 11,4           | 13,2           | 13            | 10,1         | 7,4           | 4,1             | 1,6              | 6,6        |
| Température moyenne (°C)              | 4                | 4,4              | 7,5            | 10,1          | 13,8          | 17             | 19,2           | 19            | 15,4         | 11,6          | 7,2             | 4,2              | 11,1       |
| Température maximale moyenne (°C)     | 6,7              | 7,7              | 11,9           | 15,3          | 19,2          | 22,6           | 25,1           | 25            | 20,8         | 15,8          | 10,4            | 6,9              | 15,6       |
| Record de froid (°C) date du record   | −14,2 14.01.1979 | −13,5 07.02.1991 | −10,4 13.03.13 | −4,5 15.04.19 | −1 07.05.1997 | 2,2 04.06.1991 | 4,9 19.07.1974 | 4,3 21.08.14  | 1,8 30.09.12 | −4 30.10.1997 | −9,5 24.11.1998 | −10,6 29.12.1996 | −14,2 1979 |
| Record de chaleur (°C) date du record | 15,5 27.01.03    | 18,5 24.02.1990  | 24 29.03.1989  | 28 21.04.18   | 31,6 28.05.17 | 36,4 27.06.11  | 37,5 01.07.15  | 39,5 06.08.03 | 33 05.09.13  | 28,5 03.10.11 | 21 08.11.15     | 16,5 07.12.00    | 39,5 2003  |
| Précipitations (mm)                   | 61,4             | 51,7             | 51,5           | 48,9          | 67,8          | 61,5           | 52,4           | 56,3          | 51,6         | 65,8          | 64,7            | 75,5             | 709,1      |

## Urbanisme

### Typologie
Au 1er janvier 2024, Dampierre-en-Yvelines est catégorisée bourg rural, selon la nouvelle grille communale de densité à sept niveaux définie par l'Insee en 2022.
Elle est située hors unité urbaine. Par ailleurs la commune fait partie de l'aire d'attraction de Paris, dont elle est une commune de la couronne,. Cette aire regroupe 1 929 communes,.

### Occupation des solssimplifiée
Le territoire de la commune se compose en 2017 de 90,05 % d'espaces agricoles, forestiers et naturels, 5,99 % d'espaces ouverts artificialisés et 3,95 % d'espaces construits artificialisés.

### Occupation des sols détaillée
Le tableau ci-dessous présente l'occupation des sols de la commune en 2018, telle qu'elle ressort de la base de données européenne d’occupation biophysique des sols Corine Land Cover (CLC).
| Type d’occupation                             | Pourcentage | Superficie (en hectares) |
| --------------------------------------------- | ----------- | ------------------------ |
| Tissu urbain discontinu                       | 8,0%        | 90                       |
| Terres arables hors périmètres d'irrigation   | 34,4%       | 389                      |
| Prairies et autres surfaces toujours en herbe | 3,2%        | 36                       |
| Forêts de feuillus                            | 54,5%       | 617                      |
| Source : Corine Land Cover                    |             |                          |

### Hameaux et écarts
La commune est composée de plusieurs parties :
- le village de Dampierre, situé près du château, le long du ru des Vaux de Cernay ;
- le village de Maincourt-sur-Yvette, situé le long de l’Yvette ;
- les hameaux de Champ Romery et du Mousseau, situés sur le plateau ;
- le hameau de Fourcherolles, situé au fond d’un vallon, le vallon de Valence.

Dans le village de Maincourt, se trouve un « sentier découverte » des marais.

## Toponymie
Le nom de la localité est attesté sous les formes Domna petra, Donna petra au XIIIe siècle, Dampna petra en 1458.
Dommus Petrus (le « domaine de Pierre »), masculin, pour une raison obscure, a  été orthographié au féminin dans toutes les archives : Domna petra et Donna petra au XIIIe siècle, Dampna petra en 1458.
Si l'on se rapporte à l'étymologie supposée du château de Dampierre-sur-Boutonne, on peut penser à Dame Pierre (Doma Petra) ou monseigneur Pierre (Dominus Petrus), dans la plupart des cas, Dom- a évolué en Dam- (cf. Dammartin, etc.), tout comme DOMNA a donné dame, forme féminine. Le développement particulier du o s'explique par le fréquent emploi proclitique du mot, notamment devant les noms propres.
Dampierre-en-Yvelines depuis 1974, marquant ainsi son attachement à la région naturelle de l'Yveline,.

## Histoire
- Au XIIe siècle, Amauri de Chevreuse (fils de Guy, seigneur de Chevreuse), est seigneur de Dampierre. [réf. nécessaire]
- Au XIVe siècle, Simon, Ansel, Jean de Chevreuse sont seigneurs de Dampierre[16]. Vers la fin du XIVe siècle, Nicole d'Arcies, Dame (héritière) de Dampierre, transmet par mariage la seigneurie de Dampierre à Simon de La Fontaine.
- Au XVe siècle, Jacqueline de La Fontaine, Dame de Dampierre, transmet par mariage la seigneurie à Enguerrand de Thumery. [réf. nécessaire]
- Au XVIe siècle, Robert de Thumery vend Dampierre à Jean Duval/du Val. Puis Dampierre est racheté par Charles de Lorraine, archevêque de Reims. Les terres, fiefs, et domaines de : Dampierre, Beauvrain, et Maurepas, sont unis au duché de Chevreuse[17]. Le duché de Chevreuse appartint à Henri de Lorraine-Guise (+1588) dit le Balafré.
- Au XVIIe siècle, Marie de Rohan, duchesse de Chevreuse, veuve de Claude de Lorraine-Guise (+1657), cède le duché de Chevreuse à son fils Louis-Charles d'Albert, duc de Luynes (issu d'un premier mariage). Vers la fin du XVIIe siècle , l'ancien château ayant été rasé ; Charles-Honoré d'Albert de Luynes, duc de Chevreuse, petit-fils de Marie de Rohan, fit construire l'actuel château de Dampierre[18],[19],[20].
- Le duc de Luynes[Lequel ?] fut propriétaire du château de Dampierre, et le décora à grands frais. [réf. nécessaire]
- Par l'arrêté préfectoral du 14 juin 1974, Journal officiel du 30 juin 1974 et effet au 1er juillet 1974, la commune de Maincourt-sur-Yvette est rattachée à la commune de Dampierre par fusion-association et la nouvelle commune s'appelle Dampierre-en-Yvelines.

## Politique et administration

### Rattachements administratifs et électoraux
Antérieurement à la loi du 10 juillet 1964, la commune faisait partie du département de Seine-et-Oise. La réorganisation de la région parisienne en 1964 fit que la commune appartient désormais au département des  Yvelines et à son arrondissement de Rambouillet, après un transfert administratif effectif au 1er janvier 1968. Pour l'élection des députés, elle fait partie depuis 1988 de la deuxième circonscription des Yvelines.
Elle faisait partie depuis 1793 du canton de Chevreuse. Dans le cadre du redécoupage cantonal de 2014 en France, la commune est désormais rattachée au canton de Maurepas.

### Intercommunalité
La commune est membre de la communauté de communes de la Haute Vallée de Chevreuse, créée en 2012.

### Administration municipale
Le nombre d'habitants au dernier recensement étant compris entre 500 et 1 499, le nombre de membres du conseil municipal est de 15.

### Liste des maires
| Période                                  | Période   | Identité              | Étiquette         | Qualité |
| ---------------------------------------- | --------- | --------------------- | ----------------- | --- |
| Les données manquantes sont à compléter. |           |                       |                   | |
| mai 1925                                 | ?         | M. Jalabert           |                   | |
|                                          |           |                       |                   | |
| 1969                                     | ?         | Claude Dumond         | DVD puis UDF-Rad. | Médecin Conseiller général de Chevreuse (1970 → 2001) Vice-président du conseil général des Yvelines[Quand ?] Conseiller régional d'Île-de-France[Quand ?] |
|                                          |           |                       |                   | |
| mars 2001                                | mars 2014 | Nicolas Thieffry      | SE                | |
| mars 2014                                | mai 2018  | Jean-Pierre de Winter | SE                | Agriculteur, Démissionnaire |
| mai 2018                                 | En cours  | Valérie Palmer        | SE                | |

## Population et société

### Démographie

#### Évolution démographique
L'évolution du nombre d'habitants est connue à travers les recensements de la population effectués dans la commune depuis 1793. Pour les communes de moins de 10 000 habitants, une enquête de recensement portant sur toute la population est réalisée tous les cinq ans, les populations de référence des années intermédiaires étant quant à elles estimées par interpolation ou extrapolation. Pour la commune, le premier recensement exhaustif entrant dans le cadre du nouveau dispositif a été réalisé en 2004.

En 2022, la commune comptait 1 003 habitants, en évolution de −3,84 % par rapport à 2016 (Yvelines : +2,72 %, France hors Mayotte : +2,11 %).
| 1793 | 1800 | 1806 | 1821 | 1831 | 1836 | 1841 | 1846 | 1851 |
| ---- | ---- | ---- | ---- | ---- | ---- | ---- | ---- | ---- |
| 687  | 578  | 559  | 620  | 605  | 658  | 698  | 745  | 747  |

| 1856 | 1861 | 1866 | 1872 | 1876 | 1881 | 1886 | 1891 | 1896 |
| ---- | ---- | ---- | ---- | ---- | ---- | ---- | ---- | ---- |
| 730  | 669  | 653  | 626  | 641  | 644  | 666  | 677  | 676  |

| 1901 | 1906 | 1911 | 1921 | 1926 | 1931 | 1936 | 1946 | 1954 |
| ---- | ---- | ---- | ---- | ---- | ---- | ---- | ---- | ---- |
| 680  | 660  | 664  | 595  | 596  | 587  | 502  | 467  | 552  |

| 1962 | 1968 | 1975 | 1982 | 1990  | 1999  | 2004  | 2006  | 2009  |
| ---- | ---- | ---- | ---- | ----- | ----- | ----- | ----- | ----- |
| 591  | 601  | 740  | 999  | 1 030 | 1 051 | 1 128 | 1 162 | 1 125 |

| 2014  | 2019  | 2022  | - | - | - | - | - | - |
| ----- | ----- | ----- | - | - | - | - | - | - |
| 1 040 | 1 022 | 1 003 | - | - | - | - | - | - |

#### Pyramide des âges
En 2018, le taux de personnes d'un âge inférieur à 30 ans s'élève à 29,2 %, soit en dessous de la moyenne départementale (38 %). À l'inverse, le taux de personnes d'âge supérieur à 60 ans est de 30,5 % la même année, alors qu'il est de 21,7 % au niveau départemental.
En 2018, la commune comptait 519 hommes pour 511 femmes, soit un taux de 50,39 % d'hommes, légèrement supérieur au taux départemental (48,68 %).
Les pyramides des âges de la commune et du département s'établissent comme suit.
| Hommes | Classe d’âge | Femmes |
| ------ | ------------ | ------ |
| 1,0    | 90 ou +      | 0,8    |
| 8,5    | 75-89 ans    | 8,7    |
| 21,4   | 60-74 ans    | 20,7   |
| 23,9   | 45-59 ans    | 23,5   |
| 16,5   | 30-44 ans    | 16,8   |
| 13,4   | 15-29 ans    | 13,2   |
| 15,3   | 0-14 ans     | 16,4   |

| Hommes | Classe d’âge | Femmes |
| ------ | ------------ | ------ |
| 0,6    | 90 ou +      | 1,4    |
| 6      | 75-89 ans    | 7,8    |
| 13,5   | 60-74 ans    | 14,8   |
| 20,7   | 45-59 ans    | 20,1   |
| 19,6   | 30-44 ans    | 19,9   |
| 18,5   | 15-29 ans    | 16,8   |
| 21,2   | 0-14 ans     | 19,2   |

### Enseignement
La commune dispose d'une école

### Sports
Le 4 mars 2012, Dampierre-en-Yvelines est la ville-départ de la course cycliste Paris-Nice 2012.

## Économie
Les principales activités sont[Quand ?] le tourisme (hôtellerie, restauration) et le commerce de proximité. Trois agriculteurs sont[Quand ?] installés sur le territoire communal.
Un restaurant renommé, l'auberge Saint-Pierre, est tenu par l'ancien chef étoilé Pierre Marchesseau depuis 2017.

## Culture locale et patrimoine

### Lieux et monuments
- Le château de Dampierre.

Construit dans le dernier quart du XVIIe siècle, de 1675 à 1683, par Jules Hardouin-Mansart, sur les ordres du duc de Chevreuse, Louis Charles d'Albert de Luynes, gendre de Jean-Baptiste Colbert. Il est entouré d’un grand parc, dessiné par André Le Nôtre.
Dans la salle de musique du château est exposée l’Âge d’Or, une fresque peinte par Ingres.
- Église Saint-Pierre de Dampierre-en-Yvelines : paroisse dès le Xe siècle Dampierre eut son église Saint-Pierre au XIIIe siècle dont subsistent le clocher et les premières travées de la nef. Le bâtiment a été modifié - et son orientation changée - en 1858 et 1859 par l'architecte diocésain versaillais Hippolyte Blondel (1808-1884) en raison de travaux d’élargissement de la route.

À l'initiative d'Honoré de Luynes qui habitait le château, le transept méridional fut aménagé en 1862 en nécropole pour les membres de sa famille et descendants de la famille des Luynes. On y trouve un gisant de sa première épouse Françoise de Dauvet-Maineville (1802-1824), décédée à l'âge de 21 ans. L'inscription porte : « D.O.M. et memoriae aeternae amicae [Francisca] a Davvet coniugis dulcissimae quae vixit annos xxi menses vii et de qua nemo suorum unquam dolvit nisi mortem Honoratus dux a Luynes maritus desolatus A.D. MDCCCXXIV » [A Dieu très bon, très grand, et à la mémoire éternelle de [Françoise] de Dauvet, très douce épouse qui vécut 21 ans et 7 mois, et personne parmi les siens ne souffre plus de sa mort que son mari Honoré, duc de Luynes, l'an du Seigneur 1824].
La seigneurie de Valence[C'est-à-dire ?] fut accordée en janvier 1510, par dom Pierre Pichonnat[Passage problématique], abbé de Saint-Denis[réf. nécessaire], qui baille à vie à Adam de Baillon, notaire et secrétaire du roi, le fief de Valence. Ce bail est fait moyennant 36 livres. Une autre version plus ancienne du bail datant de 1502 était établie pour 12 livres.
- La Maison de Fer.

Située sur le plateau au-dessus du village de Dampierre. C’est un prototype de petite maison démontable dû à l'ingénieur Duclos ; fabriquée en fer, elle était destinée à être utilisée comme habitation coloniale. Cet exemplaire a servi de billetterie lors de l’Exposition universelle de 1889, avant d'être remonté à Dampierre. Entourée d'un jardin et restaurée, elle sert désormais de gîte d'étape pour randonneurs.

### Dampierre et le cinéma
- 1969 : Hibernatus d'Édouard Molinaro : une scène a été tournée au cimetière communal
- 1976 : une scène du film L'Aile ou la Cuisse de Claude Zidi a été tournée à l'auberge Saint-Pierre[35].
- 2007 : Le Grand Alibi de Pascal Bonitzer a été tourné dans la commune[réf. nécessaire].

### Personnalités liées à la commune

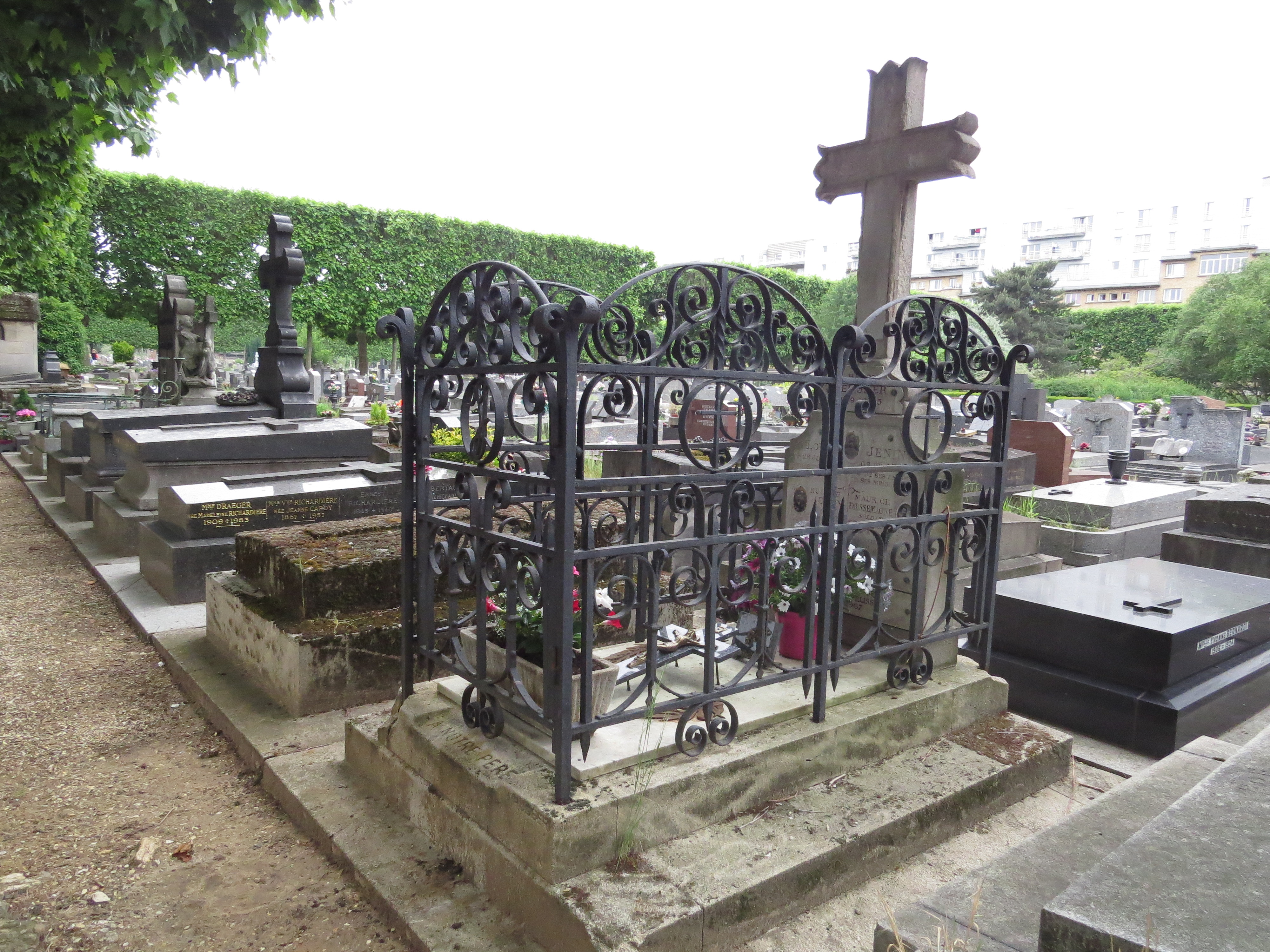
La tombe d'Henri Pélissier.

- Danielle Darrieux[pourquoi ?], chanteuse, comédienne - hameau de Fourcherolles[réf. nécessaire].
- Éric Judor[pourquoi ?], humoriste[réf. nécessaire].
- Joseph Marie (1821-1884), architecte paysagiste, originaire de Maincourt, a réalisé notamment l'aménagement des Parcs d'Allier à Vichy. Il est le fondateur d'une dynastie de paysagistes bourbonnais les Treyve.
- Henri Pélissier, (1889-1935) cycliste sur route français, vainqueur du Tour de France 1923, y est décédé tué par sa compagne de plusieurs coups de revolver.
- Claude Venard, peintre - hameau du Mousseau.

### Héraldique
| Blason de Dampierre-en-Yvelines | Blason  | Parti, au premier d'or à la bande de gueules chargée de trois alérions d'argent, au second aussi d'or au lion de gueules couronné d'or, le tout surmonté d'un chef de France ancien. |
| Blason de Dampierre-en-Yvelines | Détails | Le statut officiel du blason reste à déterminer. |